# Batu Mberong
Batu Mberong is een bestuurslaag in het regentschap Aceh Tenggara van de provincie Atjeh, Indonesië. Batu Mberong telt 291 inwoners (volkstelling 2010).